# Jan Chrzciciel Mieroszewski
Jan Chrzciciel Mieroszewski (ur. 24 czerwca 1789 w Krzcięcicach, zm. 9 listopada 1867 w Krakowie) – IX ordynat mysłowicki, dyrektor policji, senator Wolnego Miasta Krakowa, poeta.

## Rodzina
Ojciec Stanisław Mieroszewski herbu Ślepowron, matka Kunegunda hr. Zborowska ze Zborowa (herbu Jastrzębiec). Z małżeństwa z Wiktorią Klose miał dwóch synów Sobiesława Augusta oraz Jana Stanisława.